# Дрю Джітлін
Дрю Джітлін (англ. Drew Gitlin; нар. 26 травня 1958) — колишній американський тенісист.
Найвищу одиночну позицію світового рейтингу — 88 місце досяг 17 січня, 1983, парну — 49 місце — 22 травня, 1985 року.
Здобув 3 парні титули.
Найвищим досягненням на турнірах Великого шолома був чвертьфінал в одиночному розряді.

## Фінали за кар'єру

### Парний розряд (3–6)
| Результат | W/L | Дата     | Турнір                  | Покриття | Партнер          | Суперники                        | Рахунок       |
| --------- | --- | -------- | ----------------------- | -------- | ---------------- | -------------------------------- | ------------- |
| Поразка   | 0–1 | Лис 1981 | Маніла, Філіппіни       | Ґрунт    | Джим Гарфейн     | Майк Бауер Джон Бенсон           | 4–6, 4–6      |
| Перемога  | 1–1 | Лют 1982 | Каїр, Єгипет            | Ґрунт    | Джим Гарфейн     | Гайнц Ґюнтгардт Маркус Ґюнтгардт | 6–4, 7–5      |
| Перемога  | 2–1 | Лип 1982 | Cap d'Agde WCT, Франція | Ґрунт    | Енді Ендрюс      | Павел Сложил Томаш Шмід          | 6–2, 6–4      |
| Поразка   | 2–2 | Вер 1982 | Лос-Анджелес, США       | Килим    | Енді Ендрюс      | Кевін Каррен Генк Пфістер        | 6–4, 2–6, 5–7 |
| Поразка   | 2–3 | Кві 1983 | Тампа, США              | Килим    | Ерік Фромм       | Тоні Джаммалва Стів Мейстер      | 6–3, 1–6, 5–7 |
| Поразка   | 2–4 | Лип 1983 | Норт-Конвей, США        | Ґрунт    | Ерік Фромм       | Марк Едмондсон Шервуд Стюарт     | 6–7, 1–6      |
| Перемога  | 3–4 | Лис 1983 | Гонконг                 | Тверде   | Крейг А. Міллер  | Семмі Джаммалва Стів Мейстер     | 6–2, 6–2      |
| Поразка   | 3–5 | Лип 1984 | Washington Open, США    | Ґрунт    | Блейн Вілленборг | Павел Сложил Ферді Тейган        | 6–7, 1–6      |
| Поразка   | 3–6 | Лис 1984 | Тайбей, Тайвань         | Килим    | Генк Пфістер     | Кен Флек Роберт Сегусо           | 1–6, 7–6, 2–6 |